# Patrol Yacht

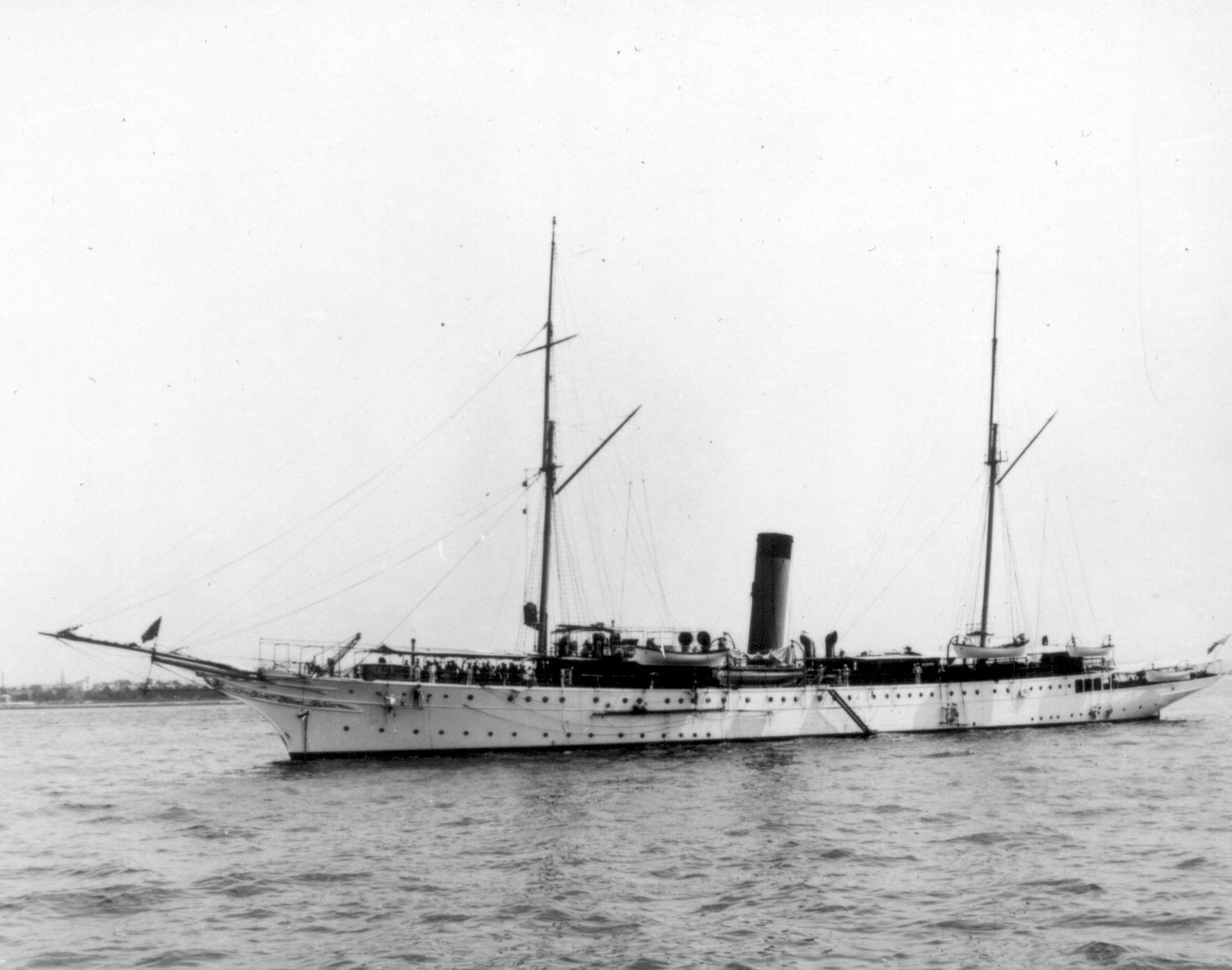
Mayflower, 1905

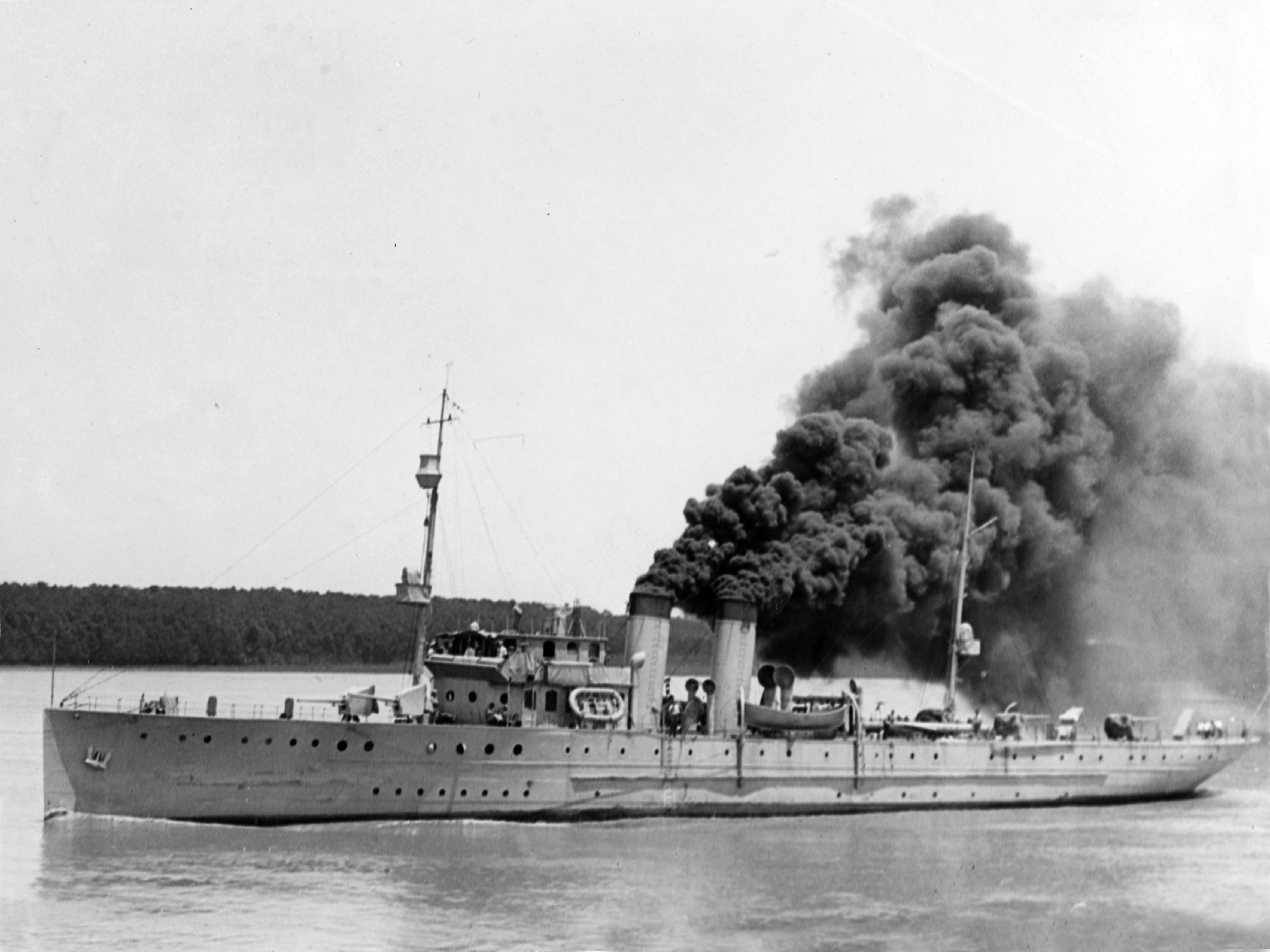
Isabel, um 1919

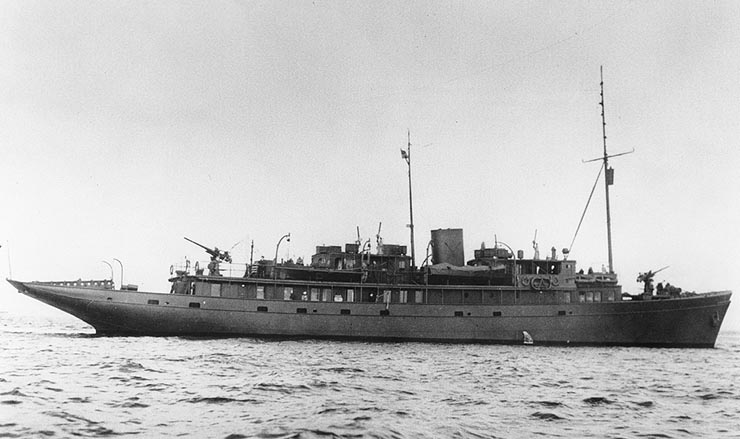
Crystal (PY-25), um 1942

Patrol Yacht (auch: patrol vessel converted yacht, Schiffskennung PY, deutsch Patrouillen-Yacht) war eine seit 1920 vergebene, heute nicht mehr verwendete Schiffstypenbezeichnung der US Navy für ehemals zivile private, in Militärdienst gestellte und bewaffnete Motoryachten. 1940 wurde als Ergänzung die Bezeichnung Patrol Yacht, coastal (PYc; Küsten-Patrouillen-Yacht) geschaffen. Die Kennungen wurden auch, um ein W ergänzt, von der Coast Guard genutzt (WPY bzw. WPYc).
Bereits im Spanisch-Amerikanischen Krieg hatte die Navy zeitweise 18 private Yachten akquiriert um einen Mangel an Kanonenbooten auszugleichen; im Ersten Weltkrieg wurden erneut Yachten übernommen. 1920 wurde dann ein neues Bezeichnungssystem eingeführt, durch das die Klassifizierung PY geschaffen wurde, womit die Militäryachten von nun systematisch verwaltet werden konnten.
Die ältesten PY-Modelle waren noch dampfbetrieben, die neueren Boote verwendeten Dieselmotoren. Mit der Mayflower und der Sylph waren auch zwei präsidiale Staatsyachten vertreten. Wenn die Boote beim Militär einen neuen Namen erhielten, wurden sie größtenteils nach Mineralien benannt.
Die Militäryachten spielten besonders kurz nach Eintritt der Vereinigten Staaten in den Zweiten Weltkrieg eine Rolle, da zu diesem Zeitpunkt noch nicht ausreichend Patrouillenboote zur Verfügung standen. Nachdem dann deren Massenproduktion angelaufen war, verloren die Yachten ihre Bedeutung. In erster Linie wurden sie für  Überwachungsfahrten entlang der US-Küsten eingesetzt, eine relativ ungefährliche Aufgabe, dennoch wurde die USS Cythera (PY-26) von einem U-Boot versenkt. Nach Ende des Zweiten Weltkrieges wurden die Yacht-Kennungen nicht mehr vergeben.
Auch andere Nationen setzten ehemalige Yachten militärisch ein, ein Beispiel ist die britische HMS Rosabelle.

## Schiffsliste
Aufgelistet werden nur die Yachten der US Navy, es fehlen die weitaus zahlreicheren Modelle der Coast Guard.

### Patrol Yacht
- PY-1 Mayflower
- PY-2 Hawk
- PY-3 Scorpion
- PY-4 Vixen
- PY-5 Sylph
- PY-6 Nokomis
- PY-7 Aramis
- PY-8 Despatch
- PY-9 Niagara
- PY-10 Isabel
- PY-11 Wenonah
- PY-12 Sylph
- PY-13 Siren
- PY-14 Argus
- PY-15 Coral
- PY-16 Zircon
- PY-17 Jade
- PY-18 Turquoise
- PY-19 Carnelian
- PY-20 Tourmaline
- PY-21 Ruby
- PY-22 Azurlite
- PY-23 Beryl
- PY-24 Almandite
- PY-25 Crystal
- PY-26 Cythera
- PY-27 Girasol
- PY-28 Marcasite
- PY-29 Mizpah
- PY-30 Hydrographer
- PY-31 Cythera
- PY-32 Southern Seas

### Patrol Yacht, coastal

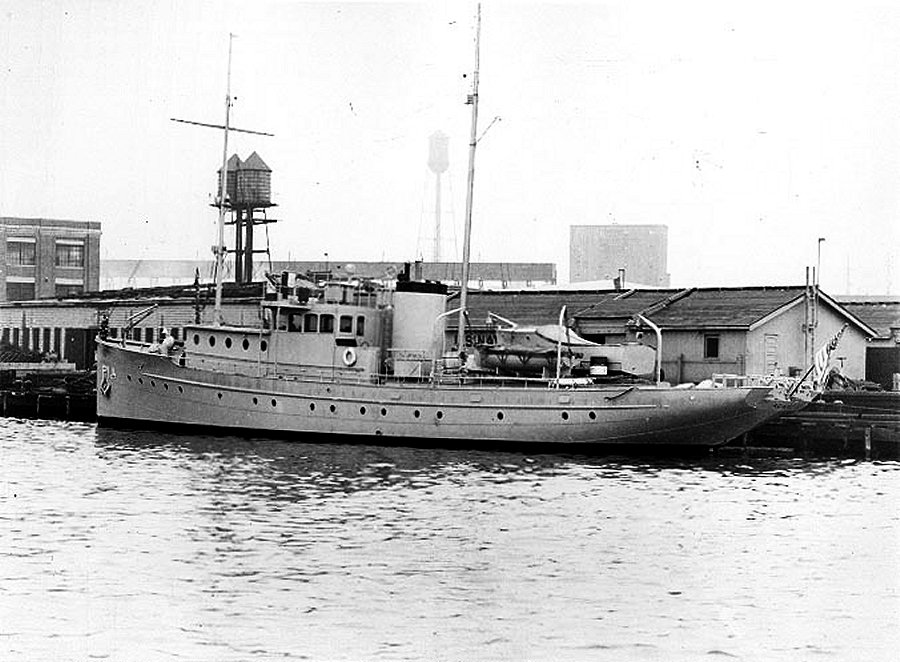
Agate (PYc-4), 1941

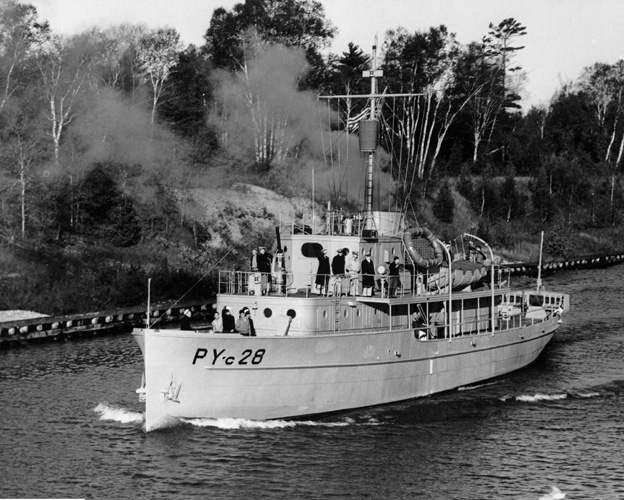
Ability (PYc-28)

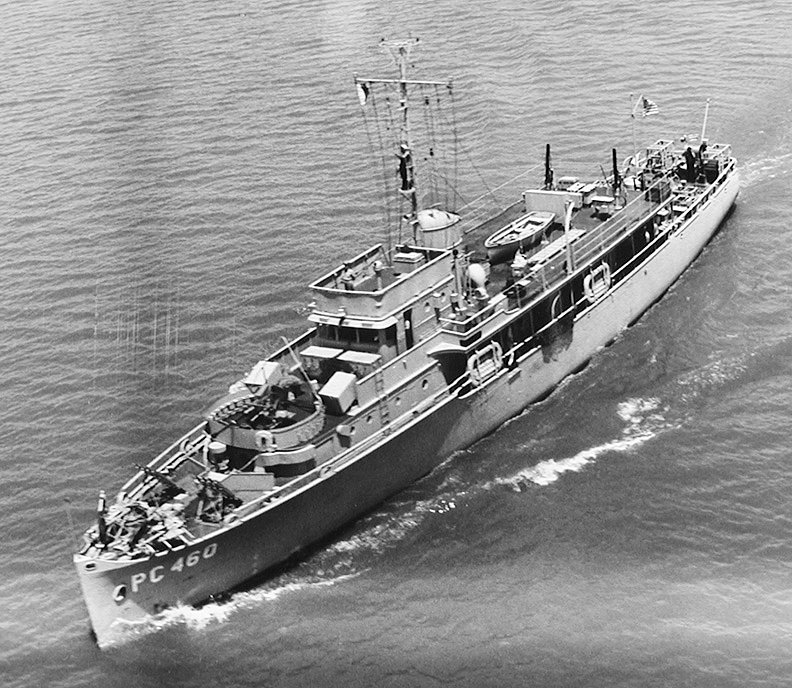
Sturdy (PYc-50)

- PYc-1 Emerald
- PYc-2 Sapphire
- PYc-3 Amethyst
- PYc-4 Agate
- PYc-5 Onyx
- PYc-6 Amber
- PYc-7 Aquamarine
- PYc-8 Opal
- PYc-9 Moonstone
- PYc-10 Topaz
- PYc-11 Andradite
- PYc-12 Sardonyx
- PYc-13 Jasper
- PYc-14 Truant
- PYc-15 Garnet
- PYc-16 Chalcedony
- PYc-17 Pyrope
- PYc-18 Peridot
- PYc-19 Rhodolite
- PYc-20 Jet
- PYc-21 Alabaster
- PYc-22 Olivin
- PYc-23 Sard
- PYc-24 Iolite
- PYc-25 Phenakite
- PYc-26 Cymophane
- PYc-27 Colleen
- PYc-28 Ability
- PYc-29 Gallant
- PYc-30 Vagrant
- PYc-31 Lash
- PYc-32 Tourist
- PYc-33 Palace
- PYc-34 Brave
- PYc-35 Felicia
- PYc-36 Paragon
- PYc-37 Mentor
- PYc-38 Carolita
- PYc-39 Marnell
- PYc-40 Captor
- PYc-41 Iolite
- PYc-42 Leader
- PYc-43 Sea Scout
- PYc-44 Perserverance
- PYc-45 Black Douglas
- PYc-46 Impertuous
- PYc-47 Patriot
- PYc-48 Persistent
- PYc-49 Retort
- PYc-50 Sturdy
- PYc-51 Valiant
- PYc-52 Venture

### Militäryachten ohne Patrol-Yacht-Kennung
Weitere 15 Militäryachten des Ersten Weltkrieges waren 1920, als die neue Klassifizierung PY eingeführt wurde, bereits ausgemustert und erhielten somit keine Nummer.

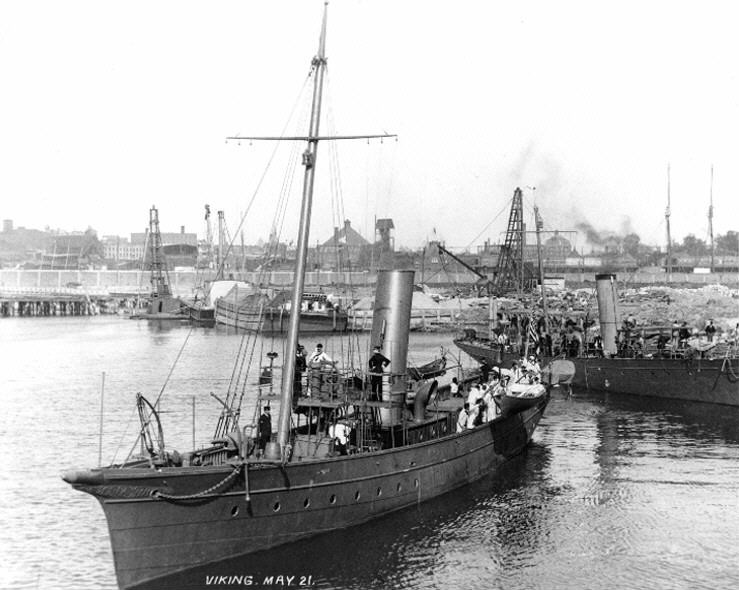
Aileen, 1898

- Aileen
- Eagle
- Forward
- Frolic
- Hermes
- Hist
- Hornet
- Inca
- Restless
- Siren
- Stranger
- Sylvia
- Viking
- Wasp
- Yankton